# Mario Battifiaca
Mario Lipovšek Battifiaca (Rijeka, 20. studenoga 1971.), hrvatski je pjevač te televizijski i radijski voditelj.

## Glazba

### Rani glazbeni počeci
Svoje prve glazbene korake započeo je 1993. godine u duetu "Battifiaca" s Vesnom Valenčić, kada izdaje i prvi album "Komać da je polne". Festivalu Melodije Istre i Kvarnera pridružuju se 1994. godine s pjesmom "Tanac". 
Duet "Battifiaca" izdao je drugi album pod nazivom "Opće nismo kurioži" 1996. godine, a 1997. godine Battifiaca izvodi prvu pjesmu na čakavskom dijalektu na festivalu "Dora, Hrvatska pjesma za pjesmu Europe" pod nazivom "Još vavek".

### Solo karijera
Godine 2000. započinje solo karijeru. "Fiacca Cronica" je naziv samostalnog albuma izdanog 2007. godine koji objedinjuje nagrađivane pjesme "Nevesta od soli", "Nonićeva pasara", "Kap dažja", "Del tebe", "Ćeš me zet".

### Glazbeni festivali
2009. godine Mario Battifiaca nastupa na festivalu "Dora, Hrvatska pjesma za pjesmu Europe" sa skladbom "Ma gdje bila", dolazi do finala, a glasovi publike smještaju je na visoko 3. mjesto.
Mario Battifiaca redovito je nastupao na festivalu "Melodije Istre i Kvarnera" sve do 2008. godine te ostalim domaćim i međunarodnim festivalima među kojima su "Zadarfest", "Melodije Kvarnera", "ČAnsonfest", "Festival dell'Istroveneto", "Dora", "Splitski Festival" i "Zagrebfest".

### Diskografija[1]
- 1993. - Komać da je polne
- 1996. - Opće nismo kurioži
- 2007. - Fiacca Cronica

### Nagrađivane pjesme na festivalima
| Godina | Naziv festivala           | Nagrada                                              | Naziv pjesme                                   |
| ------ | ------------------------- | ---------------------------------------------------- | ---------------------------------------------- |
| 1995.  | Melodije Istre i Kvarnera | Prva nagrada publike                                 | Štrukuje me ta mala                            |
| 1996.  | Melodije Istre i Kvarnera | Prva nagrada publike                                 | Stari mladić i citela                          |
| 2000.  | Melodije Istre i Kvarnera | Druga nagrada publike                                | Ćeš me zet                                     |
| 2000.  | Melodije Istre i Kvarnera | Nagrada stručnog ocjenjivačkog suda                  | Ćeš me zet                                     |
| 2000.  | Melodije Istre i Kvarnera | Nagrada "Zlatni Mikrofon" za najbolju interpretaciju | Ćeš me zet                                     |
| 2002.  | Melodije Istre i Kvarnera | Nagrada "Zlatni Mikrofon" za najbolju interpretaciju | Nevesta od soli                                |
| 2003.  | Melodije Kvarnera         | Prva nagrada publike                                 | Nonićeva pasara                                |
| 2004.  | Melodije Istre i Kvarnera | Druga nagrada publike                                | Primorska noć                                  |
| 2007.  | Melodije Istre i Kvarnera | Nagrada za najbolji scenski nastup                   | Kraljica                                       |
| 2008.  | Melodije Istre i Kvarnera | Prva nagrada publike                                 | Prihajan doma                                  |
| 2009.  | Dora                      | Osvojeno treće mjesto                                | Ma gdje bila                                   |
| 2010.  | Zadarfest                 | Nagrada stručnog ocjenjivačkog suda                  | Od bisera grano                                |
| 2011.  | Čansonfest                | Prva nagrada publike                                 | Tičić boh                                      |
| 2015.  | dell'Istroveneto          | Nagrada stručnog ocjenjivačkog suda                  | Beata l’ora                                    |
| 2015.  | Čansonfest                | Prva nagrada publike                                 | Nekorektna kantata za glas i orkestar u F-duru |
| 2016.  | Čansonfest                | Prva nagrada publike                                 | Na punta groti                                 |

## Mediji

### Televizija i radio
Od 1994. godine, paralelno s glazbenom karijerom, bavi se radijskim voditeljstvom na postajama Hrvatski Radio - Radio Rijeka i Radio Istra što ga vodi i do prvih TV angažmana na regionalnoj televiziji KanalRi, gdje je zajedno s Irenom Grdinić vodio emisiju "Gromača". Na čelu iste televizijske kuće radio je kao glavni urednik od 2000. do 2005. godine.
Na televizijskoj postaji KanalRi, uz kolegu Davora Jurkotića, autor je i urednik sada već kultne satirične emisije "Bijele udovice", koja se početkom 2006. godine počela emitirati i na nacionalnoj televiziji NOVA TV te uskoro postaje jedna od najgledanijih emisija u Hrvatskoj, a dvije godine za redom nominiran je za nagradu "Zlatni Ekran".
Suradnik je televizijske kuće NOVA TV od 2009. do 2013. godine na kojoj, osim u zapaženom projektu "Bijele udovice" - u kojem do punog izražaja dolazi njegov glumački i komičarski talent, sudjeluje u prilozima tjednih emisija "Red Carpet", "Farma" i "Ninđa ratnici".
2013. godine prelazi na televizijsku kuću RTL, kao voditelj humorističnog panel-showa "Komikaze" u kojem komentatori/panelisti, inače iskusni radijski voditelji (Mario Lipovšek Battifiaca, Davor Jurkotić, Zlatan Mirkić Charlie i Daniel Bilić), ne štede nikoga, a gledatelje nasmijavaju do suza.
Kao jedan od autora radio emisije "Šlapa" osvojio je godišnju nagradu "Zlatni Mikrofon", a 2013. godine dobitnik je i nagrade "Brončani mikrofon" za ukupni doprinos zabavnog radijskog programa.

### Voditelj
Mario Battifiaca često se pojavljuje na brojnim manifestacijama i eventima zahvaljujući voditeljskim angažmanima poput Hrvatskog radijskog festivala uz Nikolinu Pišek i Miu Kovačić, festivala "Melodije Istre i Kvarnera" uz Roberta Ferlina, festivala RetrOpatija uz Roberta Ferlina i Olivera Mlakara, nacionalne glazbene nagrade "Status", Riječkog karnevala te mnogim drugima.

## Glumačka karijera

### Kazalište
Među glumačkim ostvarenjima, osim rada u glumačkoj skupini "SKAM" u kojoj je glumački sazrijevao od 1995. do 1999. godine, svakako je važno istaknuti suradnju s Talijanskom Dramom HNK Ivana Pl. Zajca iz Rijeke u kojoj je u sezoni 2009./10. tumačio glavnu ulogu Don Silvestra, u glazbenoj komediji "Dodaj jedno mjesto za stolom" ("Aggiungi un posto a tavola"), uz Elenu Bruminni i Elviu Načinović.
Angažman u kazalištu "Komedija" iz Zagreba u predstavi "Katina Guardianka", uz Elizabetu Kukić, Galiana Pahora, Helenu Minić, Sašu Bunetu i Roberta Ferlina u režiji Marina Carića te u mjuziklima kazališta "SKAM" - "Ema" i "Slomljeno jato", glazba Elvisa Stanić, režija Rajna Miloš.
Svoje glazbeno umjeće primjenjuje i u drugim scenskim nastupima, kao što je popularni mjuzikl "Sušak, Sušak", HNK Ivana pl. Zajca i Studio Maraton, u kojem još nastupaju Olivera Baljak, Katja Budimčić i Damir Kedžo. U ovom autentičnom čakavskom mjuziklu Battifiaca tumači glavnu ulogu, imenom Barba Pave.

### Film

#### Bella Biondina (2011)
Pizzascandalo je ime uloge koju Battifiaca tumači u filmu Danijela Marušića, jednog od osnivača Televizije Zagreb (preteče HRT-a) i redatelja više od 100 televizijskih drama i serija, među kojima je i kultno "Naše malo misto", snimao je njezin nastavak naslovljen "Bella Biondina" iz 2011. godine.
Bella Biondina, donosi istinitu ljubavnu priču smještenu u Splitu pred kraj talijanske okupacije grada za vrijeme Drugoga svjetskog rata. Naslovna junakinja miljenica je svoje obitelji, koja se zaljubljuje u talijanskog vojnika.